# Diego Confalonieri
Diego Confalonieri (* 11. dubna 1979 Bresso, Itálie) je bývalý italský sportovní šermíř, který se specializoval na šerm kordem. Itálii reprezentoval od roku 2005. Na olympijských hrách startoval v roce 2008 a v soutěži jednotlivců se probojoval do čtvrtfinále. V soutěži jednotlivců je držitelem třetího místa z mistrovství světa v roce 2007. S italským družstvem kordistů vybojoval v roce 2008 bronzovou olympijskou medaili.